# The Rozettes
The Rozettes is een Nederlandse musical uit 2014. Allard Blom schreef het script, de regie was in handen van Paul van Ewijk, Guus van Wolde had de muzikale leiding, Ivo Chundro maakte de choreografie, de kostuums werden ontworpen door Jan Aarntzen. Christian Seykens was de producent.

Deze musical was een bijzondere productie, omdat Frank Sanders er de hoofdrol in speelde, die hiermee na 17 jaar zijn comeback in het theater maakte.

## Verhaal
The Rozettes gaat over de doorgewinterde travestiet Felice, die al jaren haar eigen club runt, genaamd The Rose. Samen met de veel jongere Rozettes 'trakteert' ze het publiek avond aan avond op haar favoriete repertoire. Tot een derde Rozette wordt aangenomen en die zijn mening over de in zijn ogen uitgebloeide club, het repertoire, maar vooral Felice niet onder stoelen of banken steekt.

## Rolverdeling

### seizoen 2014
| Rol                     | Acteur           | Rol (verlenging)     | Acteur (verlenging) |
| ----------------------- | ---------------- | -------------------- | ------------------- |
| Felix / Felice          | Frank Sanders    | Felix / Felice       | Frank Sanders       |
| Wilfred / Assley Knight | Wesley de Ridder | Kenny / Choco Flanel | Ivo Chundro         |
| Rudolf / Ruby Tuesday   | Ruben Kuppens    | Thijs / Mimi Pussay  | Ara Halici          |
| Teun / Sandy Beaches    | Sander Vissers   | Teun / Sandy Beaches | Sander Vissers      |

### seizoen 2015
In 2015 kreeg de voorstelling een vervolg met The Rozettes Oude liefde, nieuwe show. In dit tweede seizoen waren naast Frank Sanders ook Barrie Stevens, Sander Vissers, Wesley de Ridder en Joey Mensink te zien. Het creatieve team bleef nagenoeg onveranderd. De muzikale leiding was dit seizoen in handen van Billy Maluw. 
| Rol                     | Acteur           |
| ----------------------- | ---------------- |
| Felix / Felice          | Frank Sanders    |
| Boudewijn               | Barrie Stevens   |
| Teun / Sandy Beaches    | Sander Vissers   |
| Wilfred / Assley Knight | Wesley de Ridder |
| Guido / JoJo Cherie     | Joey Mensink     |

### seizoen 2016
In 2016 keert The Rozettes voor de allerlaatste keer terug in het theater met The Rozettes De Grande Finale. In de hoofdrollen Frank Sanders, Marjolijn Touw, Barrie Stevens, Sander Vissers en Wesley de Ridder.
| Rol                     | Acteur           |
| ----------------------- | ---------------- |
| Felix / Felice          | Frank Sanders    |
| Stella                  | Marjolijn Touw   |
| Boudewijn               | Barrie Stevens   |
| Teun / Sandy Beaches    | Sander Vissers   |
| Wilfred / Assley Knight | Wesley de Ridder |